# سرطان غازامي
سرطان غازامي هو سرطان أزرق ياباني أو سرطان-الحصان، وهو من أكثر السراطانات اصتياداً  في العالم. وهو يوجد على ضفاف السواحل شرق أسيا وهو ذو صلة قريبة من السرطان الأزرق السابح.

## الصيد
سرطان غازامي هو أكثر أنواع السلطعون اصتياداً في العالم، حيث يتم صيد أكثر من 300000 طن سنوياً، 98٪ منها قبالة سواحل الصين.

## الانتشار
ينتشر سرطان غازامي قبالة سواحل اليابان وكوريا والصين وباكستان وتايوان.